# Digital Data Storage

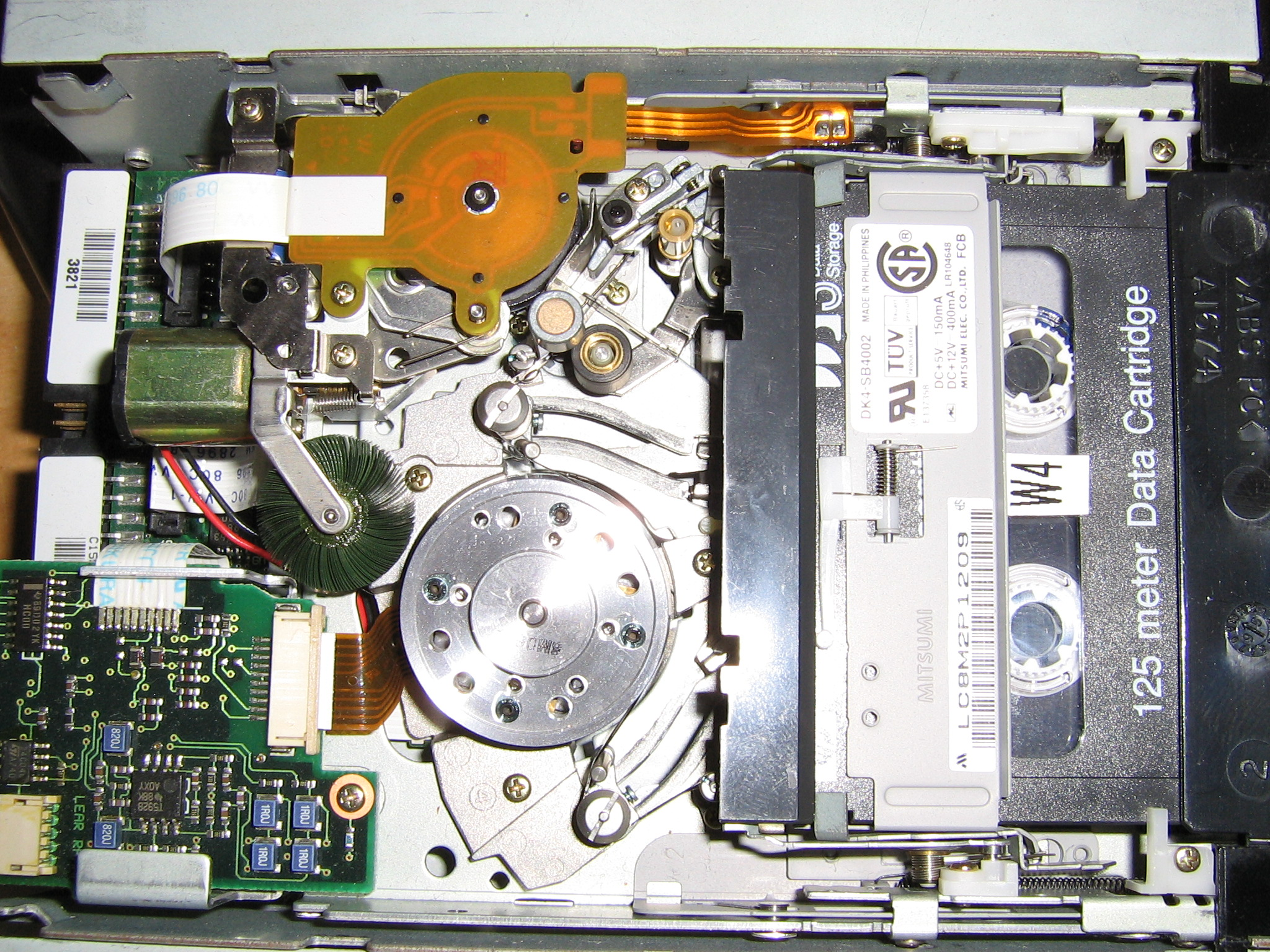
Geöffnetes DDS-Laufwerk mit Band

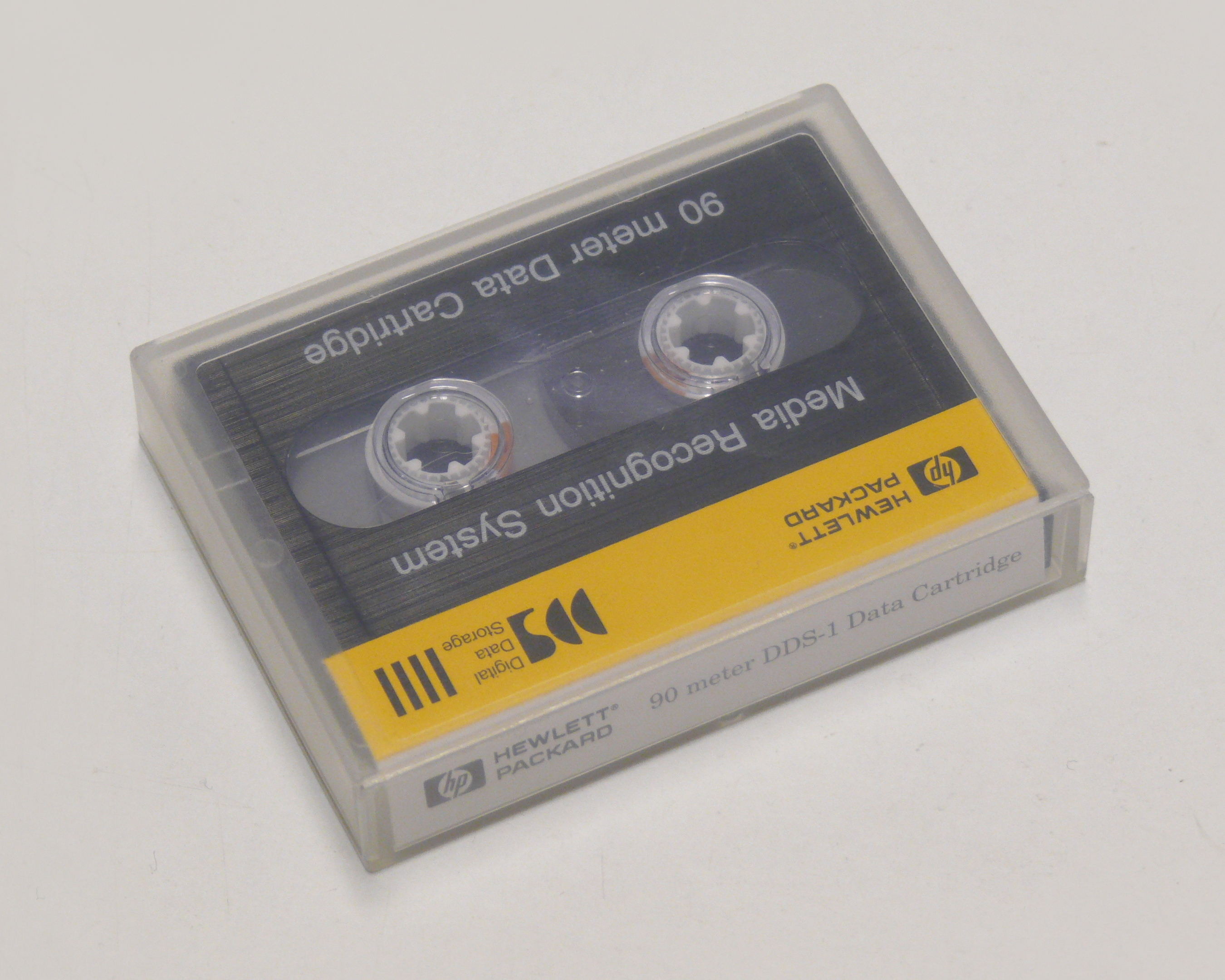
DDS-Kassette von Hewlett-Packard

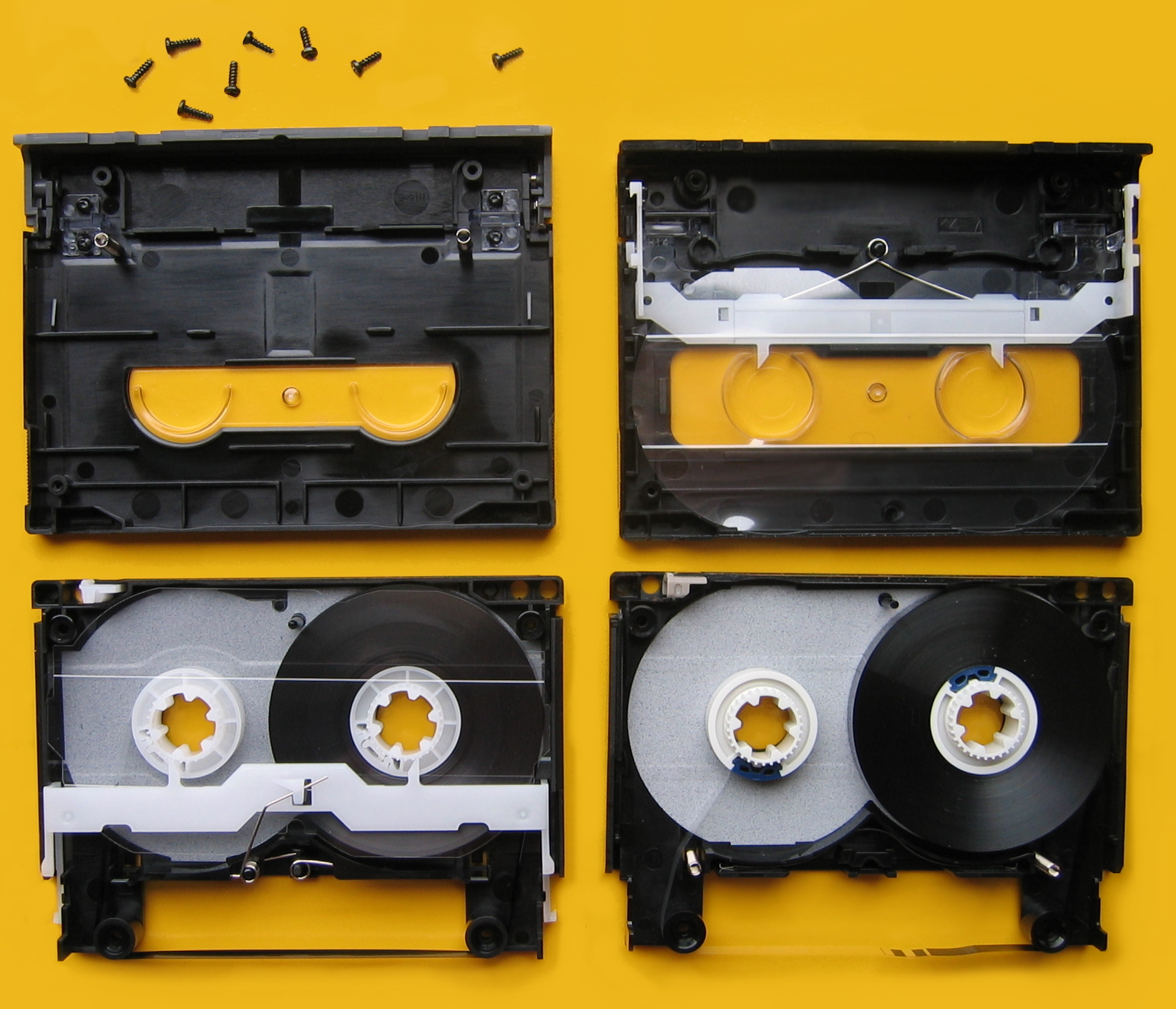
Geöffnete DDS4-Kassetten

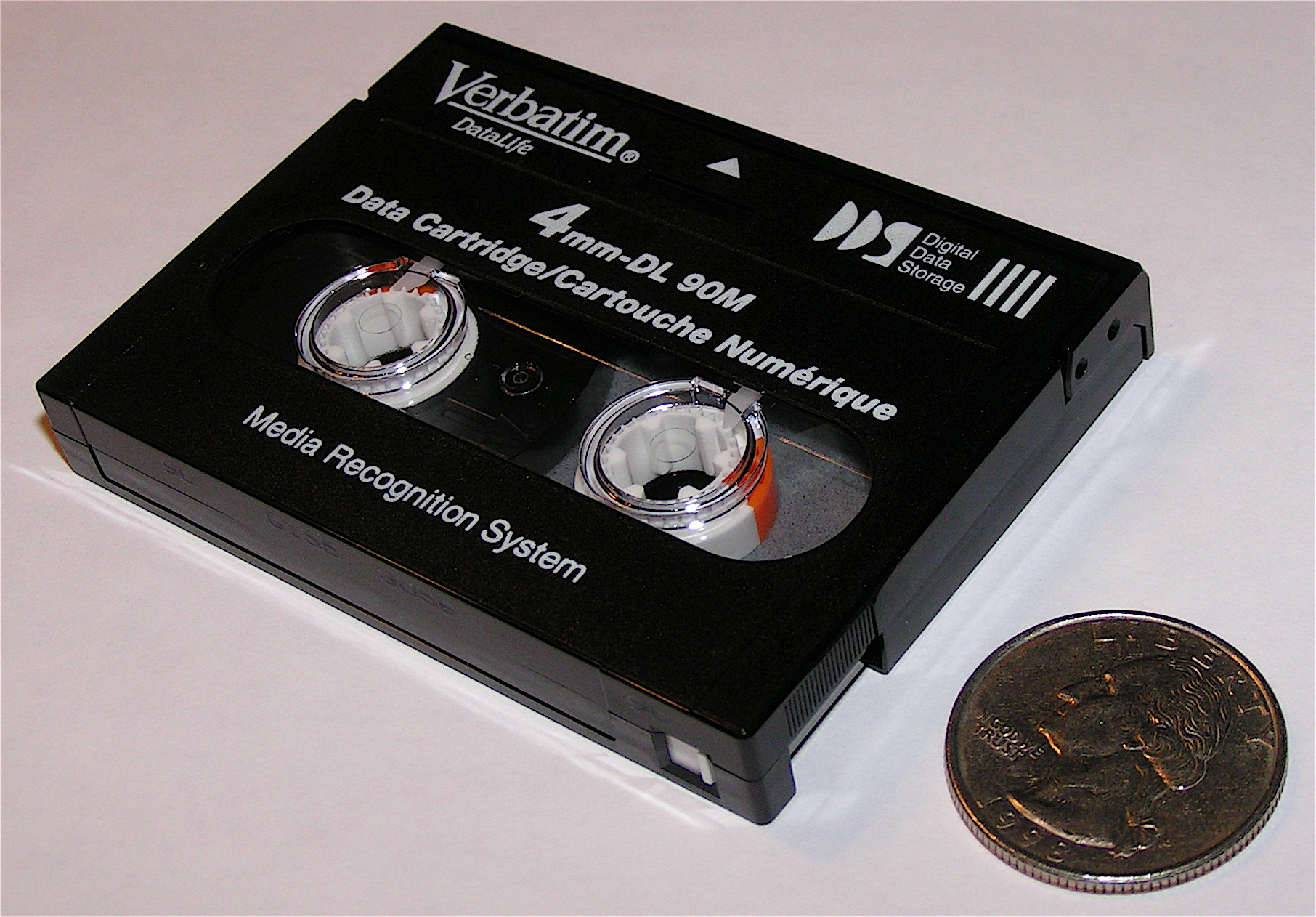
DDS1-Kassette von Verbatim im Größenvergleich mit einer US-amerikanischen Vierteldollar-Münze

Digital Data Storage (DDS) ist ein Magnetbandspeicherformat für die Sicherung und Archivierung von Daten, das auf dem DAT-Format aus der Tontechnik basiert. Das ursprüngliche DDS-Format (nachträglich auch als DDS-1 bezeichnet) wurde 1989 von HP und Sony entwickelt. DDS ist ein genormter Industrie-Standard (ECMA-139).

## Technik
Bei DDS-1 bis DDS-5 wird ein 3,81 mm (0.150″) breites Magnetband in einer Kassette benutzt. Bei DDS (1–5) misst das Kassettengehäuse 73,0 mm × 54,0 mm × 10,5 mm. Das Band und die Kassette wurden 1:1 vom Digital Audio Tape (DAT) übernommen, das die Bandbreite wiederum von der Compact Cassette erbte. Ab DDS-6 ist das Band 8 mm breit und die Kassette mit 14,7 mm etwas dicker. Bei DDS wird das Verfahren der Schrägspuraufzeichnung (engl. helical scan) mittels rotierender Kopftrommel eingesetzt (wie z. B. auch bei VHS). DDS-Laufwerke haben je zwei Lese- und Schreibköpfe, wobei beim Schreiben die Leseköpfe zur sofortigen Überprüfung der geschriebenen Daten verwendet werden. Diese Technologie existierte auch im Bereich DAT zur Hinterbandkontrolle und war nur den teuersten Geräten bzw. Laufwerken vorbehalten.
DDS-Laufwerke werden in der Regel über die SCSI-Schnittstelle angeschlossen, einige Hersteller bieten inzwischen aber auch DDS-Laufwerke mit der gebräuchlichen USB-Schnittstelle an.

## Verwendung
Bänder, die dem DDS-Format entsprechen, können sowohl in DAT- als auch DDS-Laufwerken verwendet werden. 60 m entsprechen 120 Minuten Audio. DDS-Laufwerke können jedoch üblicherweise weder Musik von DAT-Kassetten abspielen, noch sie zur Datenaufzeichnung verwenden. Es gibt allerdings Firmware-Varianten, die manche DDS-Laufwerke DAT-fähig machen. Hiermit ist ein schnelles Einlesen von Audio-DATs möglich.
Das DDS-Format war vor allem in den 1990er Jahren eine der am weitesten verbreiteten Datensicherungstechnologien in kleineren Netzwerken.

## Nachteile
Trotz Standardisierung ist es nicht sicher, dass man ein Band, das mit dem Laufwerk eines Herstellers beschrieben wurde (z. B. Seagate), mit dem Laufwerk eines anderen Herstellers (z. B. Sony) oder manchmal sogar auch nur mit einem anderen Laufwerk derselben Bauart als dem ursprünglichen Laufwerk, wieder einlesen kann. Also empfiehlt es sich, vor der Entsorgung des ursprünglichen Backup-Laufwerkes sicherzustellen, dass die erstellten Backups auf Nachfolgegeräten gelesen werden können. Aus diesem Grund erachten viele Anwender DDS auch nicht mehr als sicher genug für die Archivierung, da nicht sicher vorhergesagt werden kann, ob die Daten noch auszulesen sind. Generell krankt DDS an der Schrägaufzeichnung. Sollte sich die Mechanik während der Nutzungsdauer auch nur geringfügig verziehen und somit von den Spezifikationen abweichen, sind die Bänder trotz vorhandener Fehlerkorrekturfunktion sowie automatischer Spurlagenanpassung (ATF) nur noch mit dem Laufwerk auslesbar, mit dem die Daten archiviert wurden. Dieses Problem existierte in derselben Form auch bei Digital Audio Tape. Verfügt man über ein Oszilloskop und das entsprechende Werkzeug, ist es möglich, anhand der Wellenform des RF-Signals die Spurlage des Bandlaufs derart anzupassen, dass viele Bänder noch gelesen werden können. Hierzu muss das Laufwerk jedoch geöffnet werden.

## Normierung
Im Laufe der Zeit wurden die Bandlängen und Kapazität des DDS-Formats immer wieder erhöht. Die Formate DDS, DDS-DC, DDS-2, DDS-3 und DDS-4 sind in den folgenden ECMA- und ISO/IEC-Normen spezifiziert:
- ECMA-139 (1990), ISO/IEC 10777: 3,81 mm Wide Magnetic Tape Cartridge for Information Interchange – Helical Scan Recording – DDS format[5]
- ECMA-150 (1991), ISO/IEC 11557: 3,81 mm Wide Magnetic Tape Cartridge for Information Interchange – Helical Scan Recording – DDS-DC Format using 60 m and 90 m Length Tapes, 2nd Edition[6]
- ECMA-170 (1992), ISO/IEC 12247: 3,81 mm Wide Magnetic Tape Cartridge for Information Interchange – Helical Scan Recording – DDS Format using 60 m and 90 m Length Tapes[7]
- ECMA-198 (1995), ISO/IEC 13923: 3,81 mm Wide Magnetic Tape Cartridge for Information Interchange – Helical Scan Recording – DDS-2 Format using 120 m Length Tapes[8]
- ECMA-236 (1996), ISO/IEC 15521: 3,81 mm Wide Magnetic Tape Cartridge for Information Interchange – Helical Scan Recording – DDS-3 Format using 125 m Length Tapes[9]
- ECMA-288 (1999), ISO/IEC 17462: 3,81 mm Wide Magnetic Tape Cartridge for Information Interchange – Helical Scan Recording – DDS-4 Format using 150 m Length Tapes[10]

Die verschiedenen DDS-Formate sind begrenzt abwärtskompatibel – in der Regel kann auch die Vorgängergeneration verwendet werden, manchmal auch noch die davor, ggf. aber nur lesend.
Die Weiterentwicklung von DDS wurde eingestellt.

## Kapazität
Die Kapazitäten der verschiedenen DDS-Varianten können der folgenden Tabelle entnommen werden:
| Standard       | Bandlänge | Kapazität (unkomprimiert) | Transferrate  |
| -------------- | --------- | ------------------------- | ------------- |
| DDS            | 60 m      | 1,3 GB                    | 183 kB/s      |
| DDS-DC         | 90 m      | 2,0 GB                    | 183 kB/s      |
| DDS-2          | 120 m     | 4,0 GB                    | 360–750 kB/s  |
| DDS-3          | 125 m     | 12,0 GB                   | 0,7–1,5 MB/s  |
| DDS-4          | 150 m     | 20,0 GB                   | 1,0–3,0 MB/s  |
| DDS-5 (DAT72)  | 170 m     | 36,0 GB                   | 3,0 MB/s      |
| DDS-6 (DAT160) | 150 m     | 80,0 GB                   | 6,9–13,8 MB/s |
| DDS-7 (DAT320) | 153 m     | 160,0 GB                  |               |

## Datenkompression
Alle DDS-Varianten seit DDS-DC ermöglichen die Verwendung von Datenkompression. Die Komprimierung und Dekomprimierung erfolgt dabei im Laufwerk; das dabei eingesetzte Verfahren ist eine als DCLZ bezeichnete Variante des LZW-Verfahrens, die als ECMA 151 und ISO/IEC 11557 unter dem Namen Data Compression for Information Interchange – Adaptive Coding with Embedded Dictionary – DLCZ Algorithm normiert ist.
Häufig werden daher von Laufwerks- und Medienherstellern komprimierte Kapazitäten angegeben, die ein optimales Kompressionsverhältnis von 2:1 annehmen, z. B. 24 GB für DDS-3. Das tatsächliche Kompressionsverhältnis hängt aber von den zu komprimierenden Daten ab; ein Verhältnis von 2:1 wird in der Praxis jedoch kaum erreicht, insbesondere nicht bei bereits komprimierten Daten. Bei gemischten Daten (Text, Bilder, Videos, …) passen typischerweise etwa 14–15 GB auf ein DDS-3-Medium.

## Lebensdauer der Medien
Das bei DDS verwendete kleine Bandformat führt zu sehr dünnen Trägerfilmen, die mechanisch nur eingeschränkt belastbar sind. Das Format ermöglicht daher nur etwa 25 bis maximal 100 Benutzungszyklen. Die empfohlene maximale Lagerungsdauer liegt bei etwa zehn Jahren.